# 滿濃町 (1955年-2006年)
滿濃町（日语：〔〕／ Mannō chō */?）是過去位於日本香川縣內陸地區的一城鎮，屬仲多度郡，已於2006年3月20日與琴南町、仲南町合併為新設置的滿濃町。新的滿濃町和過去的滿濃町的中文名稱雖然同為「滿濃」，但日文原名是不同的，新的滿濃町日文原名是使用「滿濃」的平假名。

## 歷史

### 年表
- 1890年2月15日：實施町村制，廢除前的轄區在當時分屬：
  - 那珂郡：神野村、吉野村、四條村、高篠村。
  - 鵜足郡：長炭村。
- 1899年4月1日：
  - 那珂郡和多度郡合併為仲多度郡。
  - 阿野郡和鵜足郡合併為綾歌郡。
- 1955年4月1日：吉野村、神野村、四條村合併為滿濃町。
- 1955年7月1日：高篠村被併入滿濃町。
- 1956年3月31日：満濃町的部分地區被併入琴平町。
- 1956年9月30日：長炭村被併入滿濃町。
- 1957年10月10日：滿濃町的部分地區被併入琴平町。
- 2006年3月20日：滿濃町、琴南町、仲南町合併為新設制的滿濃町。[1]

### 變遷表
| 1890年2月15日 | 1890年 - 1926年 | 1926年 - 1954年 | 1955年 - 1989年            | 1955年 - 1989年     | 1989年 - 現在              | 現在                       |
| ------------- | --------------- | --------------- | -------------------------- | ------------------- | -------------------------- | -------------------------- |
| 高篠村        | 高篠村          | 高篠村          | 1955年7月1日 併入滿濃町    | 滿濃町              | 2006年3月20日 合併為滿濃町 | 2006年3月20日 合併為滿濃町 |
| 神野村        | 神野村          | 神野村          | 1955年4月1日 合併為滿濃町  | 滿濃町              | 2006年3月20日 合併為滿濃町 | 2006年3月20日 合併為滿濃町 |
| 吉野村        |                 |                 | 1955年4月1日 合併為滿濃町  | 滿濃町              | 2006年3月20日 合併為滿濃町 | 2006年3月20日 合併為滿濃町 |
| 四條村        |                 |                 | 1955年4月1日 合併為滿濃町  | 滿濃町              | 2006年3月20日 合併為滿濃町 | 2006年3月20日 合併為滿濃町 |
| 長炭村        | 長炭村          | 長炭村          | 1956年9月30日 併入滿濃町   | 滿濃町              | 2006年3月20日 合併為滿濃町 | 2006年3月20日 合併為滿濃町 |
| 造田村        | 造田村          | 造田村          | 1956年9月29日 合併為琴南村 | 1962年4月1日 琴南町 | 2006年3月20日 合併為滿濃町 | 2006年3月20日 合併為滿濃町 |
| 綾歌郡美合村  |                 |                 | 1956年9月29日 合併為琴南村 | 1962年4月1日 琴南町 | 2006年3月20日 合併為滿濃町 | 2006年3月20日 合併為滿濃町 |
| 十鄉村        | 十鄉村          | 十鄉村          | 1955年4月1日 合併為仲南村  | 1970年1月1日 仲南町 | 2006年3月20日 合併為滿濃町 | 2006年3月20日 合併為滿濃町 |
| 七箇村        |                 |                 | 1955年4月1日 合併為仲南村  | 1970年1月1日 仲南町 | 2006年3月20日 合併為滿濃町 | 2006年3月20日 合併為滿濃町 |

## 産業
特産品包括：柿、無花果、草苺、菊花

## 交通

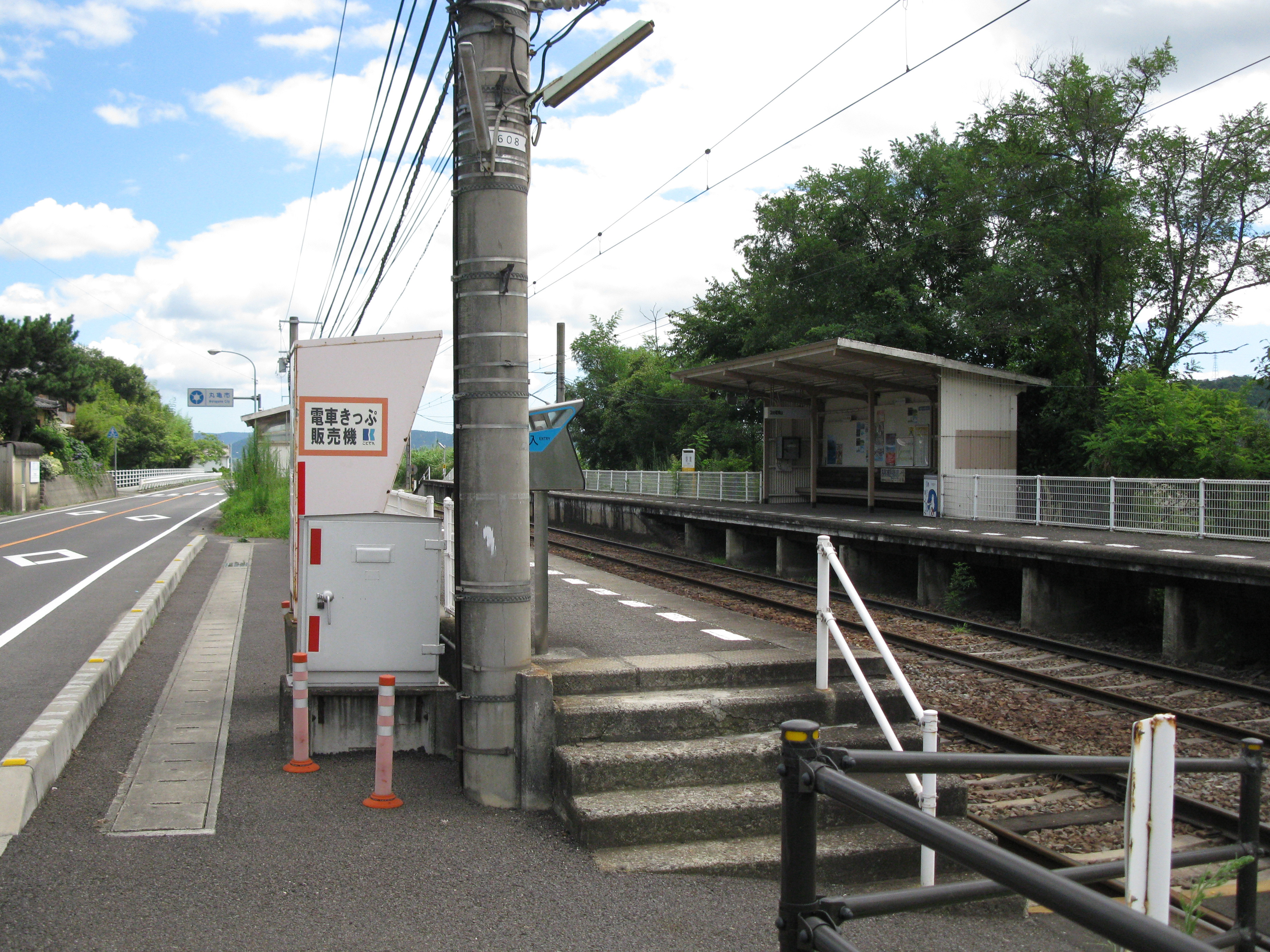
羽間車站

### 鐵路
- 高松琴平電氣鐵道
  - 琴平線：（丸龜市） - 羽間車站 - （琴平町）

## 觀光資源
- 滿濃池
- 滿濃池森林公園
- 國營讚岐滿濃公園

## 教育
中學校
- 滿濃町立滿濃中學校

小學校
- 滿濃町立長炭小學校
- 滿濃町立滿濃南小學校
- 滿濃町立四條小學校
- 滿濃町立高篠小學校

## 本地出身之名人
- 三原脩：棒球教練
- 鈴木義廣：職業棒球選手